# Tjedan mozga
Tjedan mozga, međunarodna znanstveno-obrazovno-promidžbena kampanja posvećena posvješćivanju ljudi o mozgu. Međunarodno ime je Brain Awareness Week. Cilj je upoznati širu javnost sa značenjem istraživanja mozga u 21. stoljeću – Stoljeću uma te održavati dijalog s javnošću o značajnim pitanjima iz istraživanja mozga.
Traje jedan tjedan i održava se jednom godinje. U Hrvatskoj se organizira od 2002. godine. Organiziraju ju Hrvatsko društvo za neuroznanost, Hrvatski institut za istraživanje mozga (kao pridruženi članovi i partneri European Dana Alliance for the Brain, EDAB) i Znanstveni centar izvrsnosti za temeljnu, kliničku i translacijsku neuroznanost Medicinskoga fakulteta Sveučilišta u Zagrebu, a suorganizator je povremeno i HAZU. U organizaciji su se pridružile sastavnice Sveučilišta u Splitu, Osijeku i Rijeci te članovi Hrvatskoga društva za neuroznanost u tim sveučilišnim središtima. Očekuju se aktivnosti u sveučilišnim centrima u Zadru, Dubrovniku, Varaždinu, kao i u zdravstvenim ustanovama u Zagrebu i drugim gradovima.

## Tema
Svake godine je nova tema. U Hrvatskoj ga izabire Hrvatsko društvo za neuroznanost.
- 2002.: 01. Tjedan mozga
- 2003.: 02. Tjedan mozga
- 2004.: 03. Tjedan mozga
- 2005.: 04. Tjedan mozga
- 2006.: 05. Tjedan mozga
- 2007.: 06. Tjedan mozga
- 2008.: 07. Tjedan mozga
- 2009.: 08. Tjedan mozga
- 2010.: 09. Tjedan mozga Kreativnost i mozak, Umjetnost i mozak, Slikovni prikaz mozga i Novija dostignuća u neuroznanosti[3]
- 2011.: 10. Tjedan mozga Mozak i učenje, Neuroekonomija i Novija dostignuća u neuroznanosti[4]
- 2012.: 11. Tjedan mozga Odrastanje i starenje mozga, Mozak i odlučivanje i Mozak i stres [5]
- 2013.: 12. Tjedan mozga Promijenjena stanja svijesti, Neurobiologija ovisnosti i Mozak i pokret[6]
- 2014.: 13. Tjedan mozga Socijalni mozak, Mozak i bol i Neuralne mreže i ponašanje[7]
- 2015.: 14. Tjedan mozga Mozak i komunikacija, Uloga i položaj neuroznanosti u društvu i Moždani udar[8]
- 2016.: 15. Tjedan mozga Dječji mozak, Empatija, tolerancija i netolerancija i Suradnja lijeve i desne hemisfere mozga[9]
- 2017.: 16. Tjedan mozga Prve tri godine života: razvoj mozga djeteta i Mozak i prostor[10]
- 2018.: 17. Tjedan mozga  Mozak i umjetna inteligencija i Mozak – glad za kisikom i glukozom[11]
- 2019.: 18. Tjedan mozga Učenje i pamćenje[2]
- 2020.: 19. Tjedan mozga Mozak i evolucija.[1]

## Vanjske poveznice
- Sveučilište u Zagrebu